# فایز دشتی

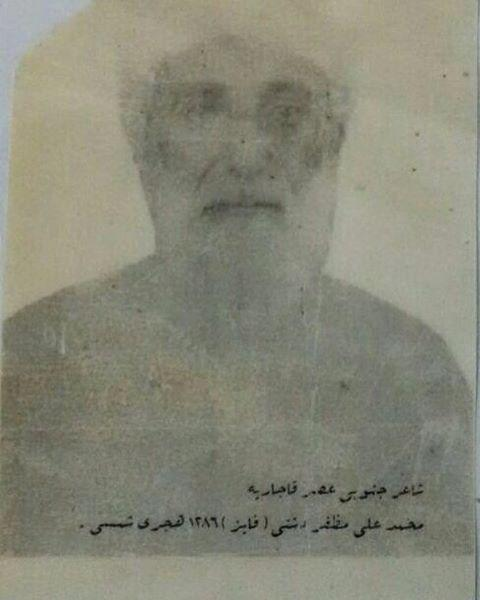
عکس منسوب به فایز

محمدعلی دشتی متخلص به «فایز» و مشهور به فایز دشتی، شاعر دوبیتی‌سرای جنوب ایران به سال ۱۲۵۰ قمری (۱۲۱۳ خورشیدی) در کردوان عُلیا روستایی در منطقه دشتی قدیم متولد گردید که امروزه یکی از روستاهای بخش کاکی در شهرستان دشتی استان بوشهر است. وی پس از هشتاد سال زندگی در سال ۱۳۳۰ قمری (۱۲۸۹ ش) در روستای گزدراز درگذشت و جسدش را پس از چند ماه امانت بنا به وصیت وی به نجف منتقل نموده و در آنجا دفن کردند.
در بعضی از تصنیفات قدیمی ترانه‌هایش از روی کم‌دقتی گاه او را فایز دشتستانی نامیده‌اند که فایز دشتی صحیح است و جایی برای مناقشه باقی نمی‌گذارد. چرا که فایز از اهالی دشتی بوده و نه دشتستان که نام ناحیه همجوار او است و از دشتی وسیع‌تر و شناخته‌شده‌تر بوده‌است.

## زندگی و تحصیلات
بی گمان وی پس از باباطاهر همدانی، شاعر قرن پنجم، از بزرگ‌ترین و معروف‌ترین دوبیتی‌سرایان ایران است. پدرش مظفر، فرزند حاج درویش از روستای کردوان بود و نسل اندر نسل ریاست این روستا را عهده‌دار بودند. همچنین سلسله نسب فایز به «فارس بن شهبان» یکی از مشایخ آل برنجه، می‌رسد. فایز دشتی تحصیلات خود را در زادگاهش کردوان علیا و سپس بردخون که دارای حوزهٔ علمیه بوده‌است آغاز کرد و قرآن و چند کتاب دیگر را به وسیلهٔ معلمان و مکتب‌داران محلی آموخت. بعد از آن به روستای خود بازگشت و تحصیلات خود را پیش یکی از مشایخ محلی به نام «شیخ احمد عاشوری» در سطح بالاتری ادامه داد. وی در دربار محمد خان دشتی که خود نیز طبع شاعری داشت و مشغول به سرودن و ترویج علم بود و کتابت می‌کرد مشغول به شعر گفتن و ترویج علم شد. پس از کشته شدن محمد خان، فایز به گزدراز (روستایی نزدیک به خورموج) رفت                                                    

## ویژگی‌های شعری
فایز دشتی را در حقیقت می‌توان نماینده شعرهای فولکلوریک و ادبیات عوام و بومی محسوب کرد و او را با احساس‌ترین شاعر عوام و مردمی خواند و اگر گاهی در اشعار فایز، قافیه و وزن مختل است بر او ایرادی نیست، زیرا که محتوای دوبیتی‌های وی از بس پرمعنا و پراحساس است جز اهل فن، کمتر کسی متوجهٔ نقایص شعرهایش می‌شود. محمدعلی فایز شبان دشت‌های دشتی، بی‌گمان از چهره‌های درخشان ادب مردمی ایران است. هر چند او در زمرهٔ شاعران بی شناسنامه محسوب می‌شود، اما، گمنامی‌اش نه چندان است که بر احساس لطیف و ذوق سرشار شاعرانه‌اش سرپوش بگذارد و نام و اشعارش را در خاطره‌ها، به دست فراموشی بسپارد. شماره دوبیتی‌های فایز به درستی معلوم نیست، در برخی جزوه‌ها تعداد دوبیتی‌های این شاعر را به تفاوت بین ۱۳۴ ـ ۲۷۹ ـ ۲۸۲ ـ ۳۳۲ ذکر کرده‌اند.
وی از بزرگترین دوبیتی سرایان ایرانی می‌باشد. دوبیتی‌های وی سیاق فهلویات قدیم را دارد و پس از اشعار باباطاهر همدانی بخصوص در ادبیات و فرهنگ عامه شناخته شده‌است. البته تفاوت ماهوی اش با اشعار باباطاهر این است که به جای سوز راستین و عرفانی و معنوی اشعار باباطاهر اشعارش از سوز هجران تعلق مجازی و دربردارنده درد زمانه و بر مبنای درد روستایی می‌باشد و ارزش فولکلوریکی در فرهنگ عامه دارد. او تقریباً در همه دوبیتی‌هایش از تخلص بهره می‌گیرد و بیشتر از هر چیز عشق به پری و بیان سوز هجرانش را به نمایش می‌گذارد.
از دوبیتی‌های اوست:
| لب و دندان و چشم و زلف و رخسار |  | بر و دوش و قد و بالا و رفتار  |
| به جنت حور اگر فایز چنین است   |  | بر احوالت به محشر گریه کن زار |

دو عدد دوبیتی‌ زیر از فایز در تصنیف خم زلف در آلبوم یاد ایام اثر محمدرضا شجریان استفاده شده‌اند:
| به قربون خم زلف سیاهت     |  | فدای عارض مانند ماهِت      |
| ببردی دین فایز را به غارت |  | تو شاهی خیل مژگون‌ها سپاهِت |

* * *
| خودم اینجا دلم در پیش دلبر |  | خدایا این سفر کی می رود سر |
| خدایا کن سفر آسون به فایز  |  | که بیند بار دیگر روی دلبر  |

## شاعران دنباله رو
وی احیاگر دوبیتی سرایی جنوب بوده و بیشتر دوبیتی سرایان جنوب به پیروی از وی دوبیتی سروده‌اند؛ که از جمله آنها:
- مفتون بردخونی
- محمد خان دشتی
- میرزا عباس دیری
- ملا حسن کبگانی
- شفیق شهریاری
- احمد خان دشتی
- حاج عابدین باکی
- سید علینقی دشتی (شریعت)
- ملا محمد نادم
- محیای بردخونی
- احمد فقیه
- عبدالرضا کردوانی (محزون)
- ابوالقاسم زیررودی (فیض)
- ابراهیم مزارعی (صدیق)
- سید محمدصادق نبوی
- سیدعبدالله علوی.
- محمد دشتستانی قلایی
- مجتبی سعیدی